# Конденсатор (теплотехника)
Конденсатор (в теплотехнике) (лат. condenso — уплотняю, сгущаю) — теплообменный аппарат, теплообменник, в котором осуществляется процесс конденсации, процесс фазового перехода теплоносителя из парообразного состояния в жидкое за счёт отвода тепла более холодным теплоносителем.

## Принцип действия
В конденсатор обычно поступают перегретые пары теплоносителя, которые охлаждаются до температуры насыщения и, конденсируясь, переходят в жидкую фазу. Для конденсации пара необходимо отвести от каждой единицы его массы теплоту, равную удельной теплоте конденсации. В зависимости от охлаждающей среды (теплоносителя) конденсаторы могут быть разделены на следующие типы:
с водяным охлаждением,
с водо-воздушным (испарительным) охлаждением,
с воздушным охлаждением,
с охлаждением кипящим холодильным агентом в конденсаторе-испарителе,
с охлаждением технологическим продуктом.
Выбор типа конденсатора зависит от условий применения.

## Применение
Конденсаторы применяются на тепловых и атомных электростанциях для конденсации отработавшего в турбинах пара. При этом на каждую тонну конденсирующегося пара приходится около 50 тонн охлаждающей воды. Поэтому потребность ТЭС и особенно АЭС в воде очень велика — до 600 тысяч м³/час. В маловодных районах охлаждение конденсаторов турбин может производиться воздухом (примером могут служить воздушно-конденсационные установки на Разданской ГРЭС, Армения), однако это ухудшает КПД турбин, вследствие повышения температуры конденсации.
В турбинах с противодавлением конденсатор отсутствует — в этом случае весь отработанный пар поступает на производственные нужды.

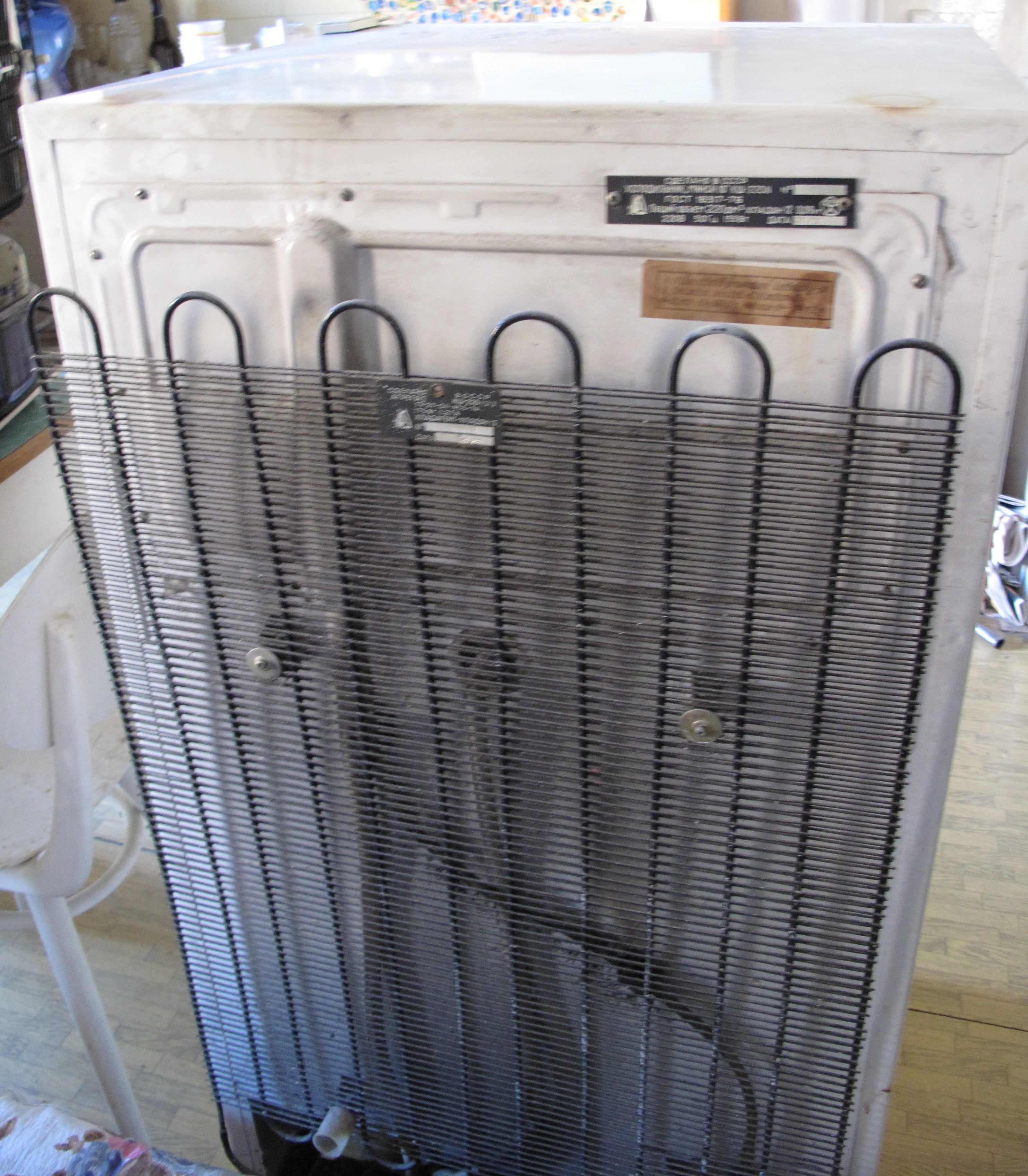
Конденсатор холодильника «Минск-10»

В холодильных установках конденсаторы используются для конденсации паров хладагентов, например, фреона. В химической технологии конденсаторы используют для получения чистых веществ (дистиллятов) после перегонки или ректификации. Принцип конденсации успешно применяется также для разделения смеси паров различных веществ, так как их конденсация происходит при различных температурах.

## Разновидности
По принципу теплообмена конденсаторы разделяются на смешивающие (конденсаторы смешения) и поверхностные. В смешивающих конденсаторах водяной пар непосредственно соприкасается с охлаждающей водой, а в поверхностных пары рабочего тела отделены стенкой от охлаждающего теплоносителя. Поверхностные конденсаторы разделяются по следующим особенностям:
- по направлению потоков теплоносителя: прямоточные, противоточные и с поперечным потоком теплоносителей;
- по количеству изменений направления движения теплоносителя — на одноходовые, двухходовые и др.;
- по количеству последовательно соединённых корпусов — одноступенчатые, двухступенчатые и др.
- по конструктивному исполнению: кожухотрубные, пластинчатые и др.

## Смешивающие конденсаторы
В смешивающем конденсаторе тепло- и массообменный процесс происходит путём прямого смешения сред. Охлаждающая вода разбрызгивается в пространстве смешивающего конденсатора. Пар конденсируется на поверхности капель воды и стекает вместе с ней в поддоны, откуда откачивается конденсатными насосами. Взаимное расположение потоков пара и воды может быть параллельным, противоточным  или поперечноточным. При противотоке теплообмен более эффективен. Наиболее распространены пароводяные струйные аппараты, использующие струйные инжекторы. Поскольку в конденсат попадает охлаждающая вода с растворённым в ней воздухом и другими примесями, такая смесь не может быть использована для современных паровых котлов, которые предъявляют высокие требования к подготовке питательной воды. Поэтому смешивающие конденсаторы применяются либо в малых паровых машинах, либо в системах охлаждения с т. н. «сухими градирнями», где роль охладителей выполняют закрытые радиаторы. Поэтому охлаждающая вода, проходя через радиаторы, мало загрязняется и может быть присоединена к потоку конденсата.

## Поверхностные конденсаторы
В поверхностных конденсаторах нет прямого контакта конденсата с охлаждающей водой, поэтому они применяются для любых систем прямого и оборотного охлаждения, в том числе и с охлаждением морской водой.

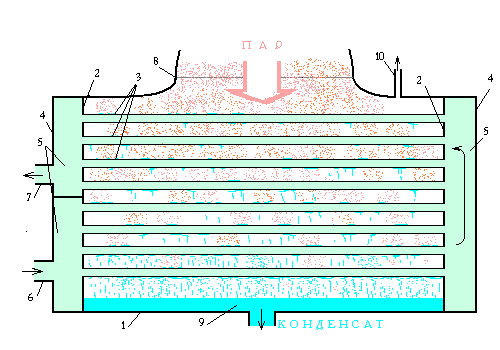
Рис. 2. Схема устройства поверхностного конденсатора.

В корпусе 1 поверхностного конденсатора установлены трубные доски 2, в отверстия которых завальцованы тонкостенные трубки 3. Охлаждающая поверхность конденсатора образуется совокупностью поверхностей трубок, называемых «трубными пучками». Трубки выполняются из латуни или нержавеющей стали, они имеют, как правило, диаметр 24-28 мм и толщину 1-2 мм. Места вальцовки — основной путь попадания примесей в конденсат. Пространство между трубными досками и боковыми стенками конденсатора 4 представляют собой водяные камеры 5 и могут быть разделены перегородками на несколько отделений. Охлаждающая циркуляционная вода подводится под напором через патрубок 6 к нижнему отсеку водяной камеры, проходит по трубкам в поворотную камеру, проходит по другому пучку трубок и удаляется через патрубок 7. При этом вода нагревается примерно на 10 °C. Такой конденсатор называется двухходовым. Могут быть также одноходовые, трёхходовые и даже четырёхходовые конденсаторы. Одноходовые конденсаторы применяются, как правило, в судовых установках, где увеличение расхода охлаждающей воды не имеет практического значения, а также в конденсаторах турбоустановок АЭС, где это диктуется технико-экономическими соображениями.
Пар входит в конденсатор через горловину 8 цилиндра низкого давления турбины, попадает на холодную поверхность трубок 3, конденсируется, стекает вниз и скапливается в сборнике конденсата 9, откуда откачивается конденсатными насосами. Бо́льшая часть пара (свыше 99 %) конденсируется в т. н. зоне массовой конденсации, куда проникает сравнительно мало воздуха. Температура насыщенного пара не превышает обычно 50-60 °C. В зоне охлаждения парциальное давление пара меньше и температура паровоздушной смеси ниже. В этой зоне возможно переохлаждение конденсата, что неблагоприятно сказывается на эффективности установки в целом. Зону охлаждения отделяют перегородкой.
При конденсации в паровой части конденсатора образуется разрежение, то есть давление становится ниже атмосферного. При этом через неплотности в корпусе и через места вальцовки трубок проникает наружный воздух и воздух, растворённый в воде (примерно 0,05-0,1 % массового расхода пара). Попадание кислорода в конденсат влечёт возможность коррозии оборудования. Кроме того, примесь воздуха значительно ухудшает теплотехнические характеристики конденсатора, так как коэффициент теплоотдачи при конденсации пара составляет несколько тысяч кВт/(м²°С), а для паровоздушной смеси с большим содержанием воздуха — всего несколько десятков кВт/(м²°С). Воздух отсасывается пароструйным или водоструйным эжектором через патрубок 10. Так как воздух в конденсаторе смешан с паром, то отсасывать приходится паровоздушную смесь.
Попадание в конденсат сырой охлаждающей воды приводит к солевому загрязнению пароводяного тракта, поэтому химический состав конденсата необходимо контролировать. На электростанциях после конденсатных насосов устраивают системы очистки конденсата.
Для расчёта теплотехнических свойств конденсатора используются заводские характеристики конденсаторов. Коэффициент теплопередачи в поверхностном конденсаторе зависит от паровой нагрузки, диаметра и чистоты трубок, скорости воды в трубках, числа ходов и других факторов. Коэффициент теплопередачи резко падает при снижении паровой нагрузки в связи с неравномерностью процесса распространения пара. Для определения коэффициента теплопередачи часто используют эмпирические зависимости, полученные Львом Давыдовичем Берманом (1903—1998), долгие годы проработавшим в ВТИ.

## Эксплуатация конденсаторов

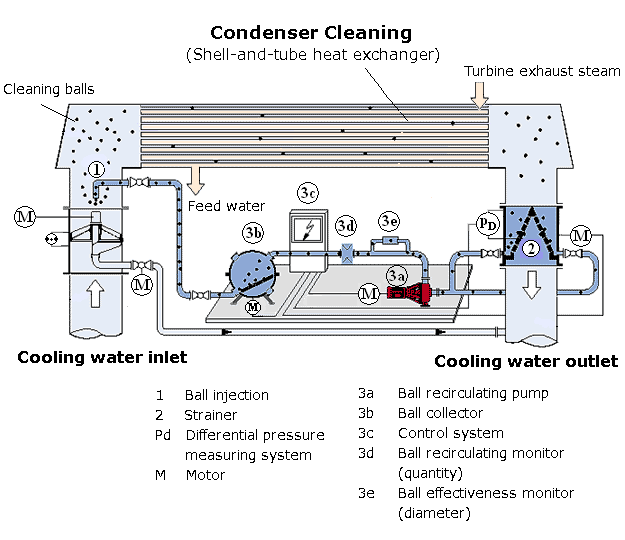
Пример системы шарикоочистки.

В конденсаторах турбин ТЭЦ устраивают отдельный встроенный пучок, который в летнее время используется для охлаждения, а в зимнее время — для предварительного подогрева сетевой воды. При этом система охлаждения может быть полностью отключена, так как на ТЭЦ зимой в конденсатор попадает небольшое количество пара — в основном он используется для теплофикации.
В процессе работы поверхность трубок конденсатора, в которые поступает вода из водоёмов (рек, прудов, озёр и т. д.), загрязняется биологическими и минеральными отложениями, что ухудшает экономичность работы турбин. Во избежание обрастания водяного тракта биологическими организмами охлаждающую воду обычно хлорируют. В замкнутых системах охлаждения целесообразно проводить «продувку», то есть добавление свежей воды. Фильтрация охлаждающей воды, как правило, неэкономична из-за огромного расхода воды. Большинство современных конструкций конденсаторов позволяет производить механическую очистку части трубок без перерыва работы с отключением некоторых пучков. Широко применяются также системы очистки конденсаторов эластичными шариками из пористой резины, которые прогоняются по трубкам напором воды.